# Darsilami
Darsilami (Schreibvariante: Darsilamin oder Dasilameh) ist eine Ortschaft im westafrikanischen Staat Gambia.
Nach einer Berechnung für das Jahr 2013 leben dort etwa 3179 Einwohner, das Ergebnis der letzten veröffentlichten Volkszählung von 1993 betrug 1703.

## Geographie
Darsilami liegt in der West Coast Region, Distrikt Kombo Central, rund zehn Kilometer südlich von Brikama an der Grenze zu Senegal.

## Söhne und Töchter des Ortes
- Ismaila Sambou (1948–2024), Politiker